# Адам Конецпольський
Адам Пшедбур Конецпольський (після 1610 — бл. 1647) — польський шляхтич, військовик, урядник Корони Польської Речі Посполитої.

## Життєпис
Син Зиґмунта Конецпольського та його дружини Барбари з Кломніцких гербу Окша.
На 15-й рік життя батько відправив його до Голландії, де розпочав військову службу. Проти волі батька повернувся до краю у 1632 р. До 1633 перебував у Ґданську; за протекцією батька та гетьмана Станіслава Конецпольского завербувався до відділів, вербованих Еліяшем Арцішевським на московську виправу. В полку Арцішевського «носив» коругву. Під час московської війни відзначився відвагою на очах короля, отримав обіцянку нагороди. В 1635 під командуванням Арцішевського, але маючи самостійні права командира, був у Прусії в групі війська під Червоним Двором. Після відмови від планованої війни зі шведами опинився в складі групи війська, яка за згодою короля прибула до Німеччини на службу цісарю. Під час служби тут отримав звання капітана угорської армії. Брав участь в 30-річній війні, зокрема, в околицях Мілану проти князя Парми. В 1637 р.: 1) повернувся до краю; 2) після короткого відпочинку вдома разом з батьком вирушили до Бродів, де його безпосередньо опікав Станіслав Конецпольський; 3) вирушив із С. Конецпольським до Кодаку, де став капітаном залоги фортеці, маючи 100 жовнірів. Тут служив 3,5 роки, потім повернувся до двору гетьмана у Бродах. За порадою (інспірацією) гетьмана оженився у 1641 чи 1642 p. Після цього (менш активно і спорадично) брав участь у військових сутичках в Україні. Близько 1645 батько зцедував (відступив) йому Щерчовське староство.
Дружина — брацлавська підкоморянка (донька князя Стефана та його другої дружини Анни з Мікулінських), княжна Петронеля Четвертинська. Мав дітей:
- Зофія Анна
- Александра.[3]

За іншими даними, дітей не мав.